# Jutta Schmitt-Lang

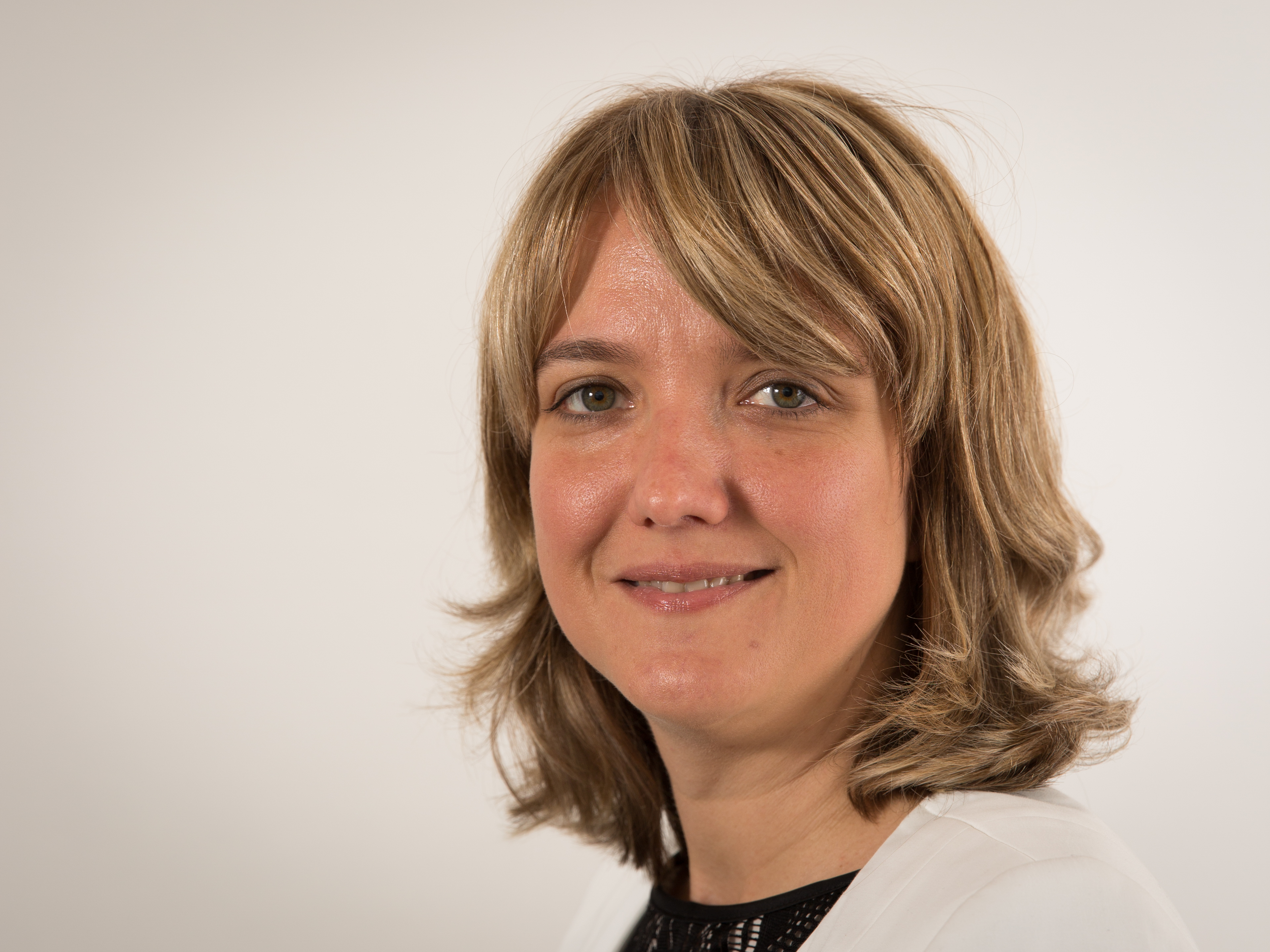
Jutta Schmitt-Lang (2017)

Jutta Schmitt-Lang (* 1982 in Blieskastel) ist eine deutsche Politikerin (CDU). Seit 2017 ist sie Abgeordnete im Landtag des Saarlandes.

## Leben
Jutta Schmitt-Lang besuchte das Von der Leyen-Gymnasium in Blieskastel und schloss 2002 mit dem Abitur ab. Von 2002 bis 2008 studierte sie Lehramt an der Universität des Saarlandes und der Université Nancy II und wurde 2011 Gymnasiallehrerin am Gymnasium am Rotenbühl in Saarbrücken, wo sie bis zu ihrer Wahl 2017 arbeitete.
Sie war jahrelang kommunalpolitisch aktiv, unter anderem seit 2014 stellvertretende Ortsvorsteherin von Blieskastel-Mitte. 2009 wurde sie in den Kreistag des Saar-Pfalz-Kreises gewählt. Zudem ist sie die Pressesprecherin der CDU Blieskastel. Bei der Landtagswahl 2012 wurde sie als Spitzenkandidatin der Jungen Union Saar nominiert, konnte aber keinen Sitz erlangen. Bei der Landtagswahl 2017 wurde sie über den Kreiswahlvorschlag Neunkirchen in den Landtag des Saarlandes gewählt. Bei der Landtagswahl 2022 wurde sie erneut in den Landtag gewählt.

## Privatleben
Jutta Schmitt-Lang ist verheiratet und hat zwei Töchter.